# プリンスデモキン
『プリンスデモキン』は、藤子不二雄Ⓐによる日本の児童漫画作品。同作者の代表作の一つ『怪物くん』からのスピンオフに当たる。

## 解説
『怪物くん』に登場した悪魔ランドの王子・デモキンを主人公に、眷属のバットラーと人間界を旅して出会った人々の悩みを魔力で解決しながら騒動を引き起こすギャグ漫画。
学習研究社が小学生向けに刊行していた通信販売専用教材『トップラーン』の1〜6学年用教材に共通で1991年（平成3年）4月号の別冊付録として連載を開始したが、1・2年用は7月号から藤子スタジオのいそほゆうすけが別内容で描くようになった。初出時の別冊付録では藤子Ⓐ本人が描いたエピソードに「P.D.○」（"Prince Demokin"の略）、いそほが描いた幼年版に「No.○」のエピソード番号が振られているが、1999年（平成11年）度に行われた過去作品の再録でも新規の番号が付されており、再録分を除いた場合の最終話は3〜6年の同年3月号別冊付録となったP.D.96とされる。
単行本は学研のGSコミックスから2巻（P.D.24までに相当）が発売されたが、全体の4分の3に当たるP.D.25から96は未収録かつ掲載媒体の販路が特殊だったため図書館等にも所蔵されておらず、全話を読むのが困難な状態となっている。中央公論新社「藤子不二雄ランド」完結後の作品なので、本作の開始直前まで雑誌連載された児童漫画『パラソルヘンべえ』と同様に復刊ドットコムが同叢書の部分復刻版として刊行した「藤子不二雄Ⓐランド」には採録されていないが、小学館の「藤子不二雄Ⓐデジタルセレクション」では学研から単行本が発売された分（連載全体の4分の1）と同内容の電子書籍版が刊行されている。

### 携帯コミック版
『トップラーン』での連載終了から10年余りが経過した2010年（平成22年）、ソニー・デジタルエンタテインメント・サービスが携帯コミックとしてフルカラー90ページの新エピソードを「全力書店」で配信した。同系列の「キャラマックス」ではデモキンやバットラーのデコメ素材配布も行っていたが、2022年（令和4年）時点ではいずれも公開を終了している。

## 登場人物
デモキン
『怪物くん』を初出とするデーモン族の王子で、左の頬に星形のほくろがある。悪魔なので行く先々で出会った人間（主に小学生）の悩みを魔力で解決する代わりに「悪魔の掟」を掲げて魂を要求するが、途中でアクシデントが起きて上手く行かないのが基本パターン。
バットラー
悪魔ランドからデモキンに付き従って人間界へ降臨した眷属で『怪物くん』には登場していない本作オリジナルのキャラクター。黒いマントを羽織ったトラネコの姿をしているが、寝る時はコウモリのように天井からぶら下がる。口が軽く、余計なことを言ってはデモキンから電撃でお仕置きをされる。

## 単行本
前述の通り、単行本化されたエピソードは連載全96話中の4分の1相当である。
- 「F・F・A WORLD プリンスデモキン」、学習研究社〈GSコミックス〉、全2巻

1. 1993年2月20日初版 ISBN 4-05-600047-6
2. 1993年5月20日初版 ISBN 4-05-600048-4